# Kit Armstrong
Pour les articles homonymes, voir Armstrong.
Kit Armstrong, né le 5 mars 1992 à Los Angeles en Californie, est un pianiste et compositeur anglo-taïwanais de musique classique.

## Biographie
Dès l'âge de 10 ans, il avait déjà composé plus de 15 œuvres, était diplômé de l'école secondaire Los Alamitos High School, et étudiait les sciences à l'université d'État de l'Utah.
À 12 ans, il étudia au Curtis Institute of Music, à la Royal Academy of Music et à l'Imperial College de Londres. Il étudia également à l'université Chapman (Californie).
Depuis 2005, Kit Armstrong compose de la musique de chambre chaque année pour le festival international de musique de chambre de La Haye.
Il termine en 2012 un master de mathématiques fondamentales à l'Université Pierre-et-Marie-Curie.
Une relation maître-élève lie Kit Armstrong à Alfred Brendel. Le cinéaste Mark Kidel (en) a illustré en 2010 cette transmission des savoirs par un documentaire de 70 minutes, tourné au domicile londonien du pianiste autrichien : Set the Piano Stool on Fire (Mets le feu au tabouret de piano)
En septembre 2012, Kit Armstrong acquiert l’église désacralisée Sainte-Thérèse-de-l’Enfant-Jésus de Hirson, ville des Hauts-de-France, afin d'y répéter et d'y faire venir des artistes. Avec le soutien de la municipalité, il réhabilite le bâtiment. Le concert d'inauguration a lieu le 3 juin 2014.
Trois ans plus tard, après y avoir donné de nombreux concerts, Kit Armstrong confirme la nouvelle vocation de cet édifice art-déco en créant le premier Printemps Musical de Kit Armstrong. Un premier concert de cet événement musical réunit le pianiste et Renaud Capuçon pour des oeuvres de Mozart, le 24 avril 2017.
Pendant le confinement du Covid-19, il enregistre et poste sur YouTube une interprétation par jour, assortie d'un court commentaire explicatif, dans un répertoire s'étendant de Guillaume de Machaut à nos jours.

## Œuvres
Les compositions de Kit Armstrong couvrent une grande variété de styles et de genres, parmi lesquels une symphonie, cinq concertos, six quintettes, sept quatuors, deux trios, cinq duos et 21 oeuvres pour instrument seul.
Son quatuor à cordes commandé par le Gewandhaus de Leipzig en l’honneur des 80 ans du pianiste Alfred Brendel fut joué par le Quatuor Szymanovski en 2011. Le trio avec piano Stop laughing, we're rehearsing!  (Arrête de rire, on répète !) fut enregistré avec Andrej Bielow et Adrian Brendel pour le label Genuin en 2012. En janvier 2015, l’ Akademie fūr Alte Musik Berlin joua son concerto pour pianoforte.
Ses oeuvres sont publiées aux éditions Peters.

## Prix et récompenses
Kit Armstrong a remporté de très nombreux prix dont :
En 2006 le premier prix du Kissinger Klavierolymp, un concours des jeunes pianistes relié au Festival Kissinger Sommer.
En 2002, 2003, 2004, 2005, 2007, 2011 le premier prix de la Foundation Morton Gould Young Composer Awards remis par l'American Society of Composers, Authors and Publishers.
En 2017 le Prix de la critique allemande du disque (de), pour son enregistrement au Concertgebouw des Variations Goldberg (DVD Naxos)

## Discographie sélective
- Haydn, Beethoven, Armstrong et Liszt : trios pour piano par Armstrong, Adrian Brendel et Andrej Bielow (CD Genuin) 2012.
- Bach, Ligeti, Armstrong, Armstrong, piano solo (CD Sony Music) 2013.
- Liszt, scènes symphoniques, Armstrong, piano solo (CD Sony Music) 2015.
- William Byrd, John Bull : The visionaries of piano music, Armstrong, piano solo (CD Deutsche Grammophon) 2021.
- Film : 1520-2020 : A Musical Odyssey - Une Odyssée Musicale - Eine musikalische Reise, réalisé par Francis Marcellet, Armstrong, piano solo (2 DVDs Damis Films) 2023